# Joshua Thomas Brown
Pour les articles homonymes, voir J.T. Brown et Brown.
Cet article possède un paronyme, voir Joshua Brown.
Joshua Thomas Brown dit J.T. Brown (né le 2 juillet 1990 à Burnsville, dans l'État du Minnesota aux États-Unis) est un joueur professionnel américain de hockey sur glace. Il a évolué au poste d'attaquant. Il est le fils du joueur de football américain Ted Brown.

## Biographie

### Carrière en club
Brown commence sa carrière en junior avec les Black Hawks de Waterloo dans l'USHL en 2008. En 2010, il entame un cursus universitaire à l'Université de Minnesota-Duluth. Il joue avec les Bulldogs de Minnesota Duluth dans le championnat NCAA. Ils remportent le Frozen Four 2011. 
Le 29 mars 2012, il signe un contrat de deux ans avec le Lightning de Tampa Bay. Il joue son premier match dans la Ligue nationale de hockey avec le Lightning face aux Jets de Winnipeg, le 31 mars 2012. Il inscrit sa première assistance lors de son cinquième match face à cette équipe le 7 avril 2012. Il s'aguérit dans la Ligue américaine de hockey avec le Crunch de Syracuse durant la saison 2012-2013. Le 16 novembre 2013, il inscrit son premier but dans la LNH face aux Coyotes de Phoenix.
Le 14 janvier 2018, il est réclamé au ballottage par les Ducks d'Anaheim.
Le 21 juin 2021, Brown raccroche les patins en annonçant sa retraite en tant que joueur de hockey sur glace . Dans le même temps, il annonce avoir décroché le poste de commentateur officiel des matchs de la future franchise de la LNH, les Kraken de Seattle  en duo avec John Forslund. 

### Carrière internationale
Il représente les États-Unis au niveau international.

## Trophées et honneurs personnels

### USHL
- 2009-2010 : nommé dans la deuxième équipe d'étoiles.

### WCHA
- 2010-2011 : nommé dans l'équipe des recrues.
- 2011-2012 : nommé dans la première équipe d'étoiles.

## Statistiques

### En club
| Saison     | Équipe                       | Ligue             |     | Saison régulière | Saison régulière | Saison régulière | Saison régulière | Saison régulière |   | Séries éliminatoires | Séries éliminatoires | Séries éliminatoires | Séries éliminatoires | Séries éliminatoires |
| Saison     | Équipe                       | Ligue             | PJ  | B                | A                | Pts              | Pun              | PJ               | B | A                    | Pts                  | Pun                  |                      |                      |
| 2008-2009  | Black Hawks de Waterloo      | USHL              | 36  | 14               | 22               | 36               | 28               | 3                | 1 | 0                    | 1                    | 4                    |                      |                      |
| 2009-2010  | Black Hawks de Waterloo      | USHL              | 60  | 34               | 43               | 77               | 64               | 3                | 1 | 0                    | 1                    | 0                    |                      |                      |
| 2010-2011  | Bulldogs de Minnesota-Duluth | WCHA              | 42  | 16               | 21               | 37               | 50               | -                | - | -                    | -                    | -                    |                      |                      |
| 2011-2012  | Bulldogs de Minnesota-Duluth | WCHA              | 39  | 24               | 23               | 47               | 59               | -                | - | -                    | -                    | -                    |                      |                      |
| 2011-2012  | Lightning de Tampa Bay       | LNH               | 5   | 0                | 1                | 1                | 0                | -                | - | -                    | -                    | -                    |                      |                      |
| 2012-2013  | Crunch de Syracuse           | LAH               | 51  | 10               | 18               | 28               | 27               | 18               | 4 | 5                    | 9                    | 18                   |                      |                      |
| 2013-2014  | Crunch de Syracuse           | LAH               | 13  | 4                | 6                | 10               | 24               | -                | - | -                    | -                    | -                    |                      |                      |
| 2013-2014  | Lightning de Tampa Bay       | LNH               | 63  | 4                | 15               | 19               | 6                | 4                | 0 | 2                    | 2                    | 0                    |                      |                      |
| 2014-2015  | Lightning de Tampa Bay       | LNH               | 52  | 3                | 6                | 9                | 30               | 24               | 1 | 1                    | 2                    | 0                    |                      |                      |
| 2015-2016  | Lightning de Tampa Bay       | LNH               | 78  | 8                | 14               | 22               | 59               | 9                | 0 | 2                    | 2                    | 2                    |                      |                      |
| 2016-2017  | Lightning de Tampa Bay       | LNH               | 64  | 3                | 3                | 6                | 73               | -                | - | -                    | -                    | -                    |                      |                      |
| 2017-2018  | Lightning de Tampa Bay       | LNH               | 24  | 1                | 3                | 4                | 12               | -                | - | -                    | -                    | -                    |                      |                      |
| 2017-2018  | Ducks d'Anaheim              | LNH               | 23  | 1                | 2                | 3                | 12               | 4                | 0 | 0                    | 0                    | 0                    |                      |                      |
| 2018-2019  | Wild du Minnesota            | LNH               | 56  | 3                | 5                | 8                | 29               | -                | - | -                    | -                    | -                    |                      |                      |
| 2018-2019  | Wild de l'Iowa               | LAH               | 6   | 3                | 3                | 4                | 6                | -                | - | -                    | -                    | -                    |                      |                      |
| 2019-2020  | Wild de l'Iowa               | LAH               | 62  | 9                | 13               | 22               | 55               | -                | - | -                    | -                    | -                    |                      |                      |
| 2020-2021  | IF Björklöven                | HockeyAllsvenskan | 19  | 6                | 6                | 12               | 8                | 14               | 3 | 5                    | 8                    | 6                    |                      |                      |
| Totaux LNH | Totaux LNH                   | Totaux LNH        | 365 | 23               | 49               | 72               | 221              | 41               | 1 | 5                    | 6                    | 2                    |                      |                      |

### En équipe nationale
| Année | Compétition          |   | PJ | B | A | Pts | Pun | +/-            |  | Résultat |
| 2012  | Championnat du monde | 6 | 1  | 1 | 2 | 0   | +4  | Septième place |  |          |